# جامع صندل
جامع الشيخ صندل وهو من مساجد بغداد القديمة التراثية، ويقع في جانب الكرخ من العاصمة بغداد، بالقرب من شارع حيفا، على جادة الشيخ معروف الكرخي، ولقد بني المسجد عام 1109هـ/1697م، بتمويل من أحد سلاطين الدولة العثمانية، في ولاية الحاج حسن باشا، وفيه تقام صلاة الجمعة وصلاة العيدين والمناسبات الدينية، وهو مجمع للعباد والزهاد، ويحتوي على حرم واسع المصلى يتسع لأكثر من 200 مصل، وفيه ساحة رحبة وعلى المسجد قبة عظيمة، وتعلو الحرم منارة مئذنة مبنية من الطابوق المزركش بالكاشي الملون الكربلائي، وقد أمر السلطان العثماني بعمارتهِ بعد أن أشرف على الخراب عام 1309 هـ/1891م، فشيدت أركانه وعقدت قبة مصلاه على أربع أساطين من الرخام وأمام الحرم وعلى المصلى تم بناء رواق سقفه معقود بالآجر، كما بنيت مدرسة صغيرة، وعدد من الغرف للفقراء والطلبة والغرباء، وأكمل البناء عام 1311هـ/ 1893م. وتقام فيهِ حالياً الصلاة المكتوبة والمسجد مستلم من قبل ديوان الوقف السني في العراق وحالتهُ مضبوطة.

## في الشعر
وقد أرخ بنائه أحد أدباء الزوراء بقوله.
 1311 هجري

## الشيخ صندل
هو صندل بن عبد الله عماد الدين أبو اليمن الحبشي المقتفوي نسبة إلى المقتفي لامر الله، وكان إمام الدارين، وعميد الجيوش في بغداد، ولقد توفي سنة 593هـ/1196م، ودفن في تربة أعدها لنفسه وكان من الزهاد، وكان قبره ظاهرا ثم أدخل إلى الجدران في الحائط القبلي بعد إعمار المسجد وموضعه الآن على ربوة تطل على شارع حيفا ومحلته الآن تعرف بمحلة الشيخ صندل وهي من أقدم المحال في بغداد.
وكانت مدرسته من مدارس بغداد المهمة في جانب الكرخ من بغداد ولقد درس فيها العلماء من أهل العلم في بغداد وأشهر من درس فيها عبد الرحمن الآلوسي المتوفى سنة 1284هـ/1897م، والسيد علي علاء الدين الآلوسي، والسيد إبراهيم ثابت الألوسي قاضي بغداد المتوفى سنة 1951م، والشيخ محمد سعيد بن سلمان الجبوري والشيخ أحمد حسن الطه السامرائي سنة 1965م، ومن ثم ألغيت هذه المدرسة بعد قرار الحكومة العراقية بإلغاء مدارس الأوقاف في المساجد والجوامع سنة 1968م، وكان فيها كتاب للملا حسن البغدادي وهو من أجداد المؤرخ عباس البغدادي.
ولهذا الجامع الأثر الكبير في تأجيج الحماسة في ثورة العشرين وعند جمهور من شعراء بغداد في ذلك العهد أمثال الشاعر محمد الهاشمي، وأخيه عبد الرزاق الهاشمي والسيد عيسى عبد القادر والد الدكتور المقرئ عيسى عبد الرزاق.
وتولى الإمامة في المسجد الكثير من علماء بغداد أمثال محمود رشيد القصاب، والشيخ عبد الرزاق حسين الأعظمي، وغيرهم والمقرئ البغدادي الشهير الحافظ خليل إسماعيل.